# Gillué
Gillué (aragonesisch Chillué) ist ein spanischer Ort in der Provinz Huesca der Autonomen Gemeinschaft Aragonien. Gillué, im Pyrenäenvorland liegend, gehört zur Gemeinde Sabiñánigo. Der Ort hatte im Jahr 2015 elf Einwohner.
Der Ort liegt etwa 36 Straßenkilometer südöstlich von Sabiñánigo und ist über die A1604 zu erreichen. 

## Sehenswürdigkeiten
- Pfarrkirche San Miguel aus dem 18. Jahrhundert
- Ermita San Urbán aus dem 16./17. Jahrhundert